# Enkelspoelsopnemer

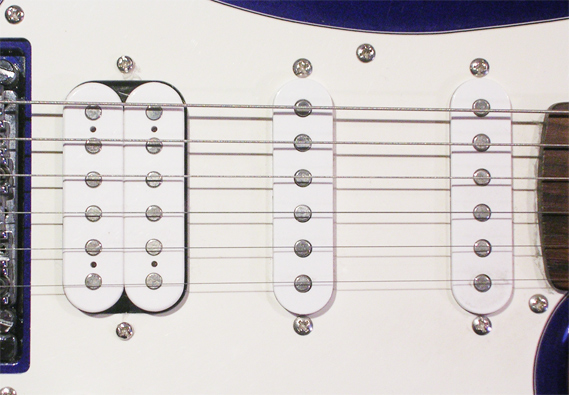
Gitaarelementen (links een dubbelspoelselement, midden en rechts enkelspoelselementen)

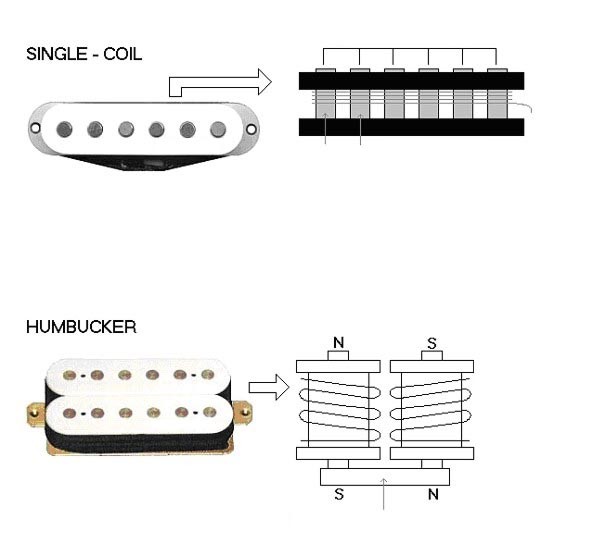
Schematische afbeelding van een single coil en een humbucker

Een enkelspoelsopnemer of enkelspoelelement is een gitaarelement dat bestaat uit één permanente magneet of zes magneetstaafjes een per snaar, in tegenstelling tot de dubbelspoels-humbucker. Het enkelspoelelement wordt vooral gebruikt bij Fendergitaren, zoals de Fender Telecaster of de Fender Stratocaster.
De single coil pick-up of het enkelspoelselement heeft een specifieke toon, bekend van gitaristen als Jimi Hendrix en John Frusciante (Red Hot Chili Peppers). Het element wordt in diverse gitaren gebruikt, vooral Fenders. Single coils klinken helderder dan andere soorten pick-ups als de "humbucker", omdat de boventonen niet weggefilterd worden, maar zijn wel gevoeliger voor audiofeedback.

## Bekende single-coil pick-ups
- Gibson bar pick-up (1935) - later genaamd de Charlie Christian pick-up (1938)
- Gibson P-90 (1946)
- Danelectro Lipstick
- Goldfoil-element - vooral bekend van Japanse budget gitaren uit de jaren 1960
- Telecaster brugelement
- Telecaster halselement
- Stratocaster element
- Jazzmaster element
- Lace Sensor pick-ups (1987)
- Rickenbacker Toaster (inclusief de "Hi-Gain")
- Gretsch DynaSonic
- DeArmond pick-ups